# Alopecosa trabalis
Alopecosa trabalis là một loài nhện trong họ Lycosidae.
Loài này thuộc chi Alopecosa. Alopecosa trabalis được Carl Alexander Clerck miêu tả năm 1757.

## Verspreiding
Loài nhện này komt năm heel Europa voor, met uitzondering van het noordwesten. Ook năm Nederland is de spin bij Bennekom waargenomen.

## Hình ảnh

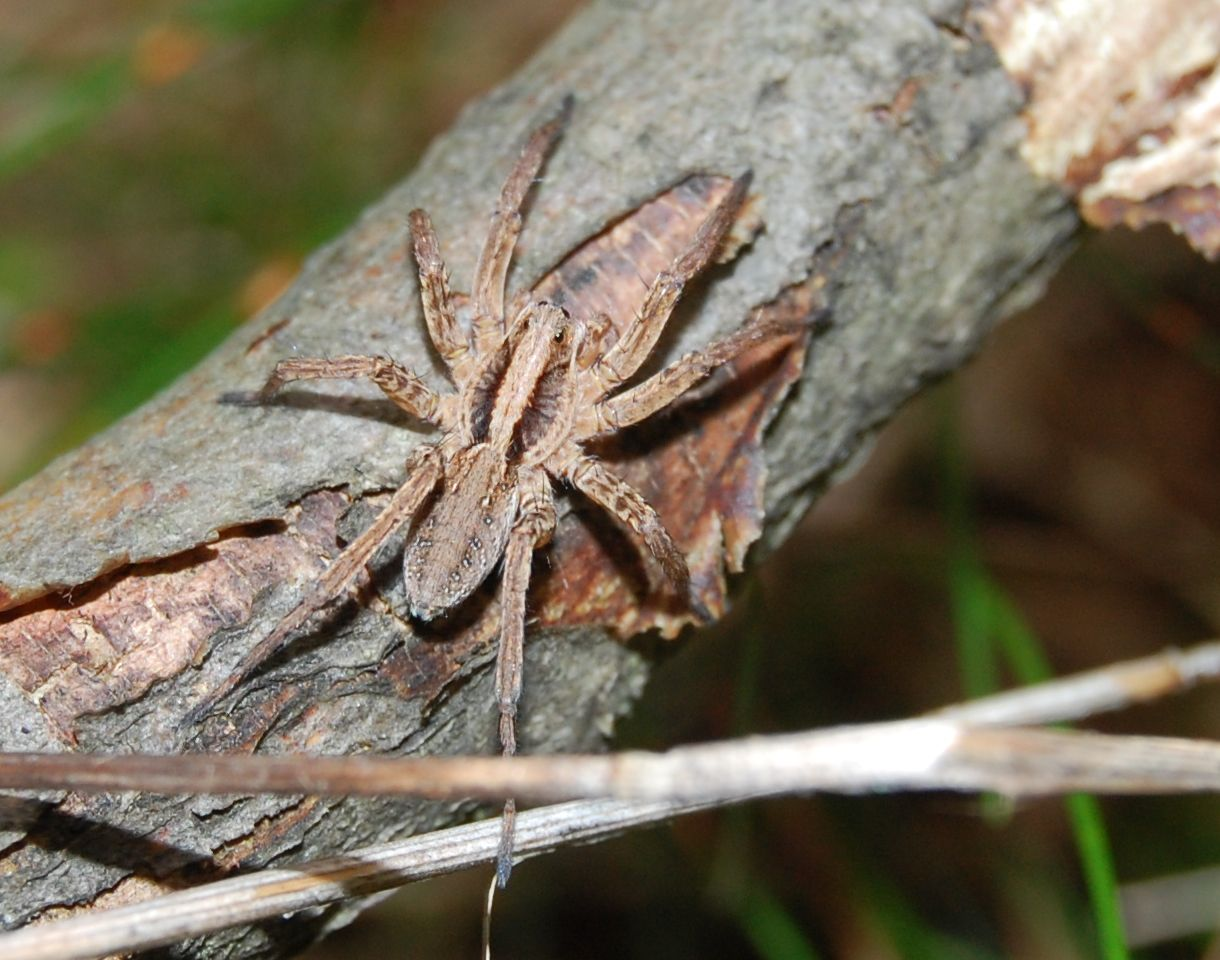